# Уинский район
Уи́нский район — административный район в Пермском крае России. На территории района образован Уинский муниципальный округ. Административный центр — село Уинское. Площадь — 1555 км². Население — ↘9885 чел. (2023). Национальный состав (2007 год): русские – 63,9 %, татары – 33,4 %. Характеризуется значительной лесистостью — более 50 % территории.

## География
Район находится в юго-восточной части края. Граничит на севере с Кунгурским и Ординским, на западе — с Бардымским, на востоке — с Ординским районами (муниципальными округами), на юге — с Октябрьским и Чернушинским районами (городскими округами).
Площадь района — 1555,3 км².
Главная водная артерия района — река Ирень (левый приток реки Сылвы), имеющая много притоков, наиболее крупные из которых — Сып, Аспа, Телёс.

## История
Образован 16 ноября 1923 года первоначально как Судинский район Кунгурского округа; под нынешним названием — с 15 сентября 1926 года. Дважды упразднялся и включался в состав соседних районов; в нынешнем статусе с 30 декабря 1966 года.

### До 1917 года
В древности на территорию Уинского района попадали предметы из так называемого «закамского серебра», имевшего в основном иранское происхождение. Например, в селе Суда было найдено в 1954 году серебряное блюдо с изображением орла, держащего в когтях антилопу, которое было изготовлено в Восточном Иране в VII веке.
В 1649 году был образован Кунгурский уезд. В 1737 году Кунгурский уезд переименован в Пермскую провинцию Казанской губернии. В 1797 году образована Пермская губерния, а в её составе — Осинский уезд, и вся территория района стала находиться в подчинении Осы.
В составе Осинского уезда ещё во времена Екатерины II была в нашем крае образована Иштеряковская волость, в которую входило все нерусское население, проживающее по берегам р. Ирени, её притоков и притоков р. Тулвы. В Иштеряковскую волость входили следующие населенные пункты: Чайка, Уразметьево, Иштеряки, Енапаево, Бикбаи (центр волости), Барсаи, Мерекаи, Усть-Телес, Басино, Сульмаш, Константиновка.

### После 1917 года
В январе 1924 года образован Судинский район Кунгурского округа. Район создан на территории Аспинской, Печменской (частично), Покрово-Ясыльской (частично), Воскресенской, Уинской, Судинской, Медянской волостей Осинского уезда Пермской губернии. На территории района было образовано 24 сельсовета на 100 населенных пунктов, в которых проживали 32 679 человек. После низового районирования Уральской области в декабре 1925 года на территории Уинского района осталось 22 сельсовета.
15 сентября 1926 года Судинский район переименован в Уинский район.
10 июня 1931 года Уинский район упразднен, его территория вошла в состав Ординского района.
25 января 1935 года вновь образован Уинский район.
1 февраля 1963 года Уинский район упразднен, его территория вошла в состав Чернушинского района, а с 12 января 1965 года в состав образованного Ординского района.
30 декабря 1966 года Указом Президиума ВС РСФСР был образован Уинский район с центром в селе Уинское.

## Население
| 2000    | 2002    | 2005    | 2006    | 2007    | 2008    | 2009    | 2010    | 2011    |
| ------- | ------- | ------- | ------- | ------- | ------- | ------- | ------- | ------- |
| 13 432  | ↘13 360 | ↘13 196 | ↘13 000 | ↘12 800 | ↘12 631 | ↘12 469 | ↘11 440 | ↘11 409 |
| 2012    | 2013    | 2014    | 2015    | 2016    | 2017    | 2018    | 2019    | 2020    |
| ↘10 996 | ↘10 675 | ↘10 548 | ↗10 628 | ↗10 632 | ↗10 647 | ↘10 534 | ↘10 292 | ↘10 100 |
| 2021    | 2023    |         |         |         |         |         |         |         |
| ↗10 104 | ↘9885   |         |         |         |         |         |         |         |

### Национальный состав
На 1 января 2007 года в Уинском районе проживают по данным текущего учёта 13,5 тыс. чел. Русские составляют 63,9 % (8540 чел.), татары — 33,4 % (4468 чел.), башкиры — 1,4 % (191 чел.), украинцы — 0,2 % (32 чел.), другие — 1,1 %.
Возрастной состав
- население, моложе трудоспособного — 22,4 %
- трудоспособное население — 57 %
- население, старше трудоспособного — 20,6 %

## Муниципальное устройство
В рамках организации местного самоуправления в границах района образован Уинский муниципальный округ.

Первоначально, в 2004—2019 годах, был Уинский муниципальный район, в состав которого входило 7 сельских поселений. В 2018 году Воскресенское сельское поселение было упразднено и включено в Судинское сельское поселение, а Ломовское сельское поселение упразднено и включено в Аспинское сельское поселение. В 2019 году муниципальный район и оставшиеся в его составе сельские поселения были объединены в единое муниципальное образование — Уинский муниципальный округ.
| № | Наименование                      | Административный центр | Количество населённых пунктов | Население (чел.) |
| - | --------------------------------- | ---------------------- | ----------------------------- | ---------------- |
| 1 | Аспинское сельское поселение      | село Аспа              | 13                            | ↗2092            |
| 2 | Нижнесыповское сельское поселение | село Нижний Сып        | 6                             | ↘885             |
| 3 | Судинское сельское поселение      | село Суда              | 9                             | ↗2023            |
| 4 | Уинское сельское поселение        | село Уинское           | 11                            | ↘4443            |
| 5 | Чайкинское сельское поселение     | село Чайка             | 3                             | ↘849             |

## Населённые пункты
В Уинском районе 40 населённых пунктов: все — сельские.
| №  | Населённый пункт    | Тип     | Население | Бывшее поселение |
| -- | ------------------- | ------- | --------- | ---------------- |
| 1  | Аспа                | село    | 950       | Аспинское        |
| 2  | Аспинский           | посёлок | 227       | Аспинское        |
| 3  | Барсаи              | село    | 317       | Судинское        |
| 4  | Большой Ась         | деревня | 103       | Аспинское        |
| 5  | Верхний Сып         | село    | 409       | Нижнесыповское   |
| 6  | Верхняя Тулва       | деревня | 33        | Аспинское        |
| 7  | Воскресенское       | село    | 296       | Судинское        |
| 8  | Горшковский Выселок | деревня | 3         | Уинское          |
| 9  | Грибаны             | деревня | 0         | Судинское        |
| 10 | Екатериновка        | деревня | 15        | Уинское          |
| 11 | Забродовка          | деревня | 37        | Уинское          |
| 12 | Заозеровка          | деревня | 0         | Нижнесыповское   |
| 13 | Иренский            | посёлок | 30        | Уинское          |
| 14 | Иштеряки            | деревня | 517       | Судинское        |
| 15 | Казьмяшка           | деревня | 29        | Уинское          |
| 16 | Кочешовка           | деревня | 167       | Уинское          |
| 17 | Красногорка         | деревня | 253       | Аспинское        |
| 18 | Курмакаш            | деревня | 90        | Аспинское        |
| 19 | Ломь                | деревня | 399       | Аспинское        |
| 20 | Луговая             | деревня | 18        | Судинское        |
| 21 | Малая Аспа          | деревня | 55        | Аспинское        |
| 22 | Малое Рогожниково   | деревня | 25        | Нижнесыповское   |
| 23 | Малый Усекай        | деревня | 33        | Аспинское        |
| 24 | Мизево              | деревня | 39        | Аспинское        |
| 25 | Митрохи             | деревня | 86        | Аспинское        |
| 26 | Михайловка          | деревня | 0         | Судинское        |
| 27 | Нижний Сып          | село    | 463       | Нижнесыповское   |
| 28 | Первомайский        | посёлок | 6         | Аспинское        |
| 29 | Салаваты            | деревня | 98        | Уинское          |
| 30 | Салакайка           | деревня | 5         | Уинское          |
| 31 | Сосновка            | деревня | 151       | Аспинское        |
| 32 | Средний Сып         | деревня | 72        | Нижнесыповское   |
| 33 | Суда                | село    | ↘1055     | Судинское        |
| 34 | Телес               | деревня | 68        | Чайкинское       |
| 35 | Уинское             | село    | ↘4178     | Уинское          |
| 36 | Усановка            | село    | 111       | Судинское        |
| 37 | Усть-Телес          | деревня | 180       | Чайкинское       |
| 38 | Чайка               | село    | 708       | Чайкинское       |
| 39 | Чесноковка          | деревня | 33        | Нижнесыповское   |
| 40 | Шамагулы            | деревня | 15        | Уинское          |

Упразднённые населённые пункты
- 2000 год — деревня Щербаки[24].
- 2024 год — деревни Губаны и Козловка.

По состоянию на 1 января 1981 года на территории Уинского района было 56 сельских населённых пунктов.

## Экономика
Структура промышленного производства района представлена в основном пищевой, лесной и деревообрабатывающей промышленностью.
Сельское хозяйство имеет мясо-молочно-зерновое направление. В районе функционирует 15 хозяйств.

## Транспорт
Дорога федерального значения «Пермь—Кунгур—Чернушка», проходящая через Уинское, способствует развитию межрегиональных связей.

## Образование
В Уинском районе действует 7 средних и 5 основных общеобразовательных школ, вечерне-сменная общеобразовательная школа, 14 дошкольных учреждений, Дом детского творчества, Аспинский детский дом, Уинский районный информационно-методический центр (МОУ ДПО).
В школе деревни Иштеряки изучаются 3 языка (русский, татарский, английский).

## Люди, связанные с районом
- Барбашин, Евгений Алексеевич (1918 – 1969) —  математик, академик АН БССР (1966)[26]
- Бор-Раменский, Дмитрий Петрович (1889 – 1965) — русский советский писатель[26]
- Бурмасов, Василий Афанасьевич (1900 – 1963) — советский военный деятель, генерал-майор (1944 год)
- Петухов, Иван Ефимович (1924) — полный кавалер ордена Славы[27]
- Пысин, Константин Георгиевич (1910 - 1984) — советский партийный и государственный деятель, министр сельского хозяйства СССР (1962—63)